# Pokr Arteni
Pokr Arteni (armenisch Փոքր Արտենի ‚Kleiner Arteni‘) ist die Bezeichnung für einen Vulkangipfel in Armenien. Dieser war im Neolithikum, als Armenien zu den reichsten Herkunftsorten von Obsidian zählte, die ergiebigste Lagerstätte des vulkanischen Materials. Dennoch erreichte Obsidian von der im Westen Armeniens gelegenen Abbaustätte nicht Mesopotamien, das ansonsten in weitem Umkreis den glasartigen, vulkanischen Stein anzog, jedoch das Kura-Araxes-Becken und das 800 km Fußmarsch entfernte Domuztepe in Ostanatolien. 
Die Abbaustätte befindet sich am 4059 m hohen Aragaz-Vulkanmassiv. Dieser Vulkan brachte zwei Haupteruptionszentren hervor, die als Mets Arteni und Pokr Arteni, also als Großer und Kleiner Arteni bekannt sind, und die 2047 und 1757 m Höhe erreichen. Die beiden Obsidianlager entstanden vor 1,4 und 1,1 Millionen Jahren. Der Obsidian von Pokr Arteni changiert zwischen opak schwarz und opak grau, grau-braun, rot, schwarz, gebändertem Schwarz und Rot, sowie durchscheinendem Material. Dabei ist das Material ubiquitär und zugleich von höchster Qualität.